# Faro de José Ignacio
El Faro de José Ignacio o Faro Punta José Ignacio está ubicado sobre la costa del Océano Atlántico, en José Ignacio, Maldonado, Uruguay. Fue iluminado el 1 de junio de 1877. Tiene una torre cilíndrica de piedra y una cúpula a franjas blancas y rojas, edificaciones blancas al pie. En su torre hay tres aros blancos. Está en el extremo más saliente y rocoso de la península, en una zona peligrosa ya que el cabo está rodeado de arrecifes que representan un gran peligro para la navegación. Su intensidad luminosa es de 1550 candelas y emite un destello blanco cada 2 segundos.
Posee una altura de 25 metros y un alcance luminoso de 12,7 millas náuticas.
El 22 de abril de 1997, y con el código 1997-14-S, el Correo Uruguayo imprimió unos sellos valor $5 (pesos uruguayos), en homenaje a dicha construcción marina.